# Жаке, Гюстав Жан
Гюстав Жан Жаке (фр. Gustave Jean Jacquet; 25 мая 1846 — 12 июля 1909) — французский живописец, ученик Бугро.

## Биография

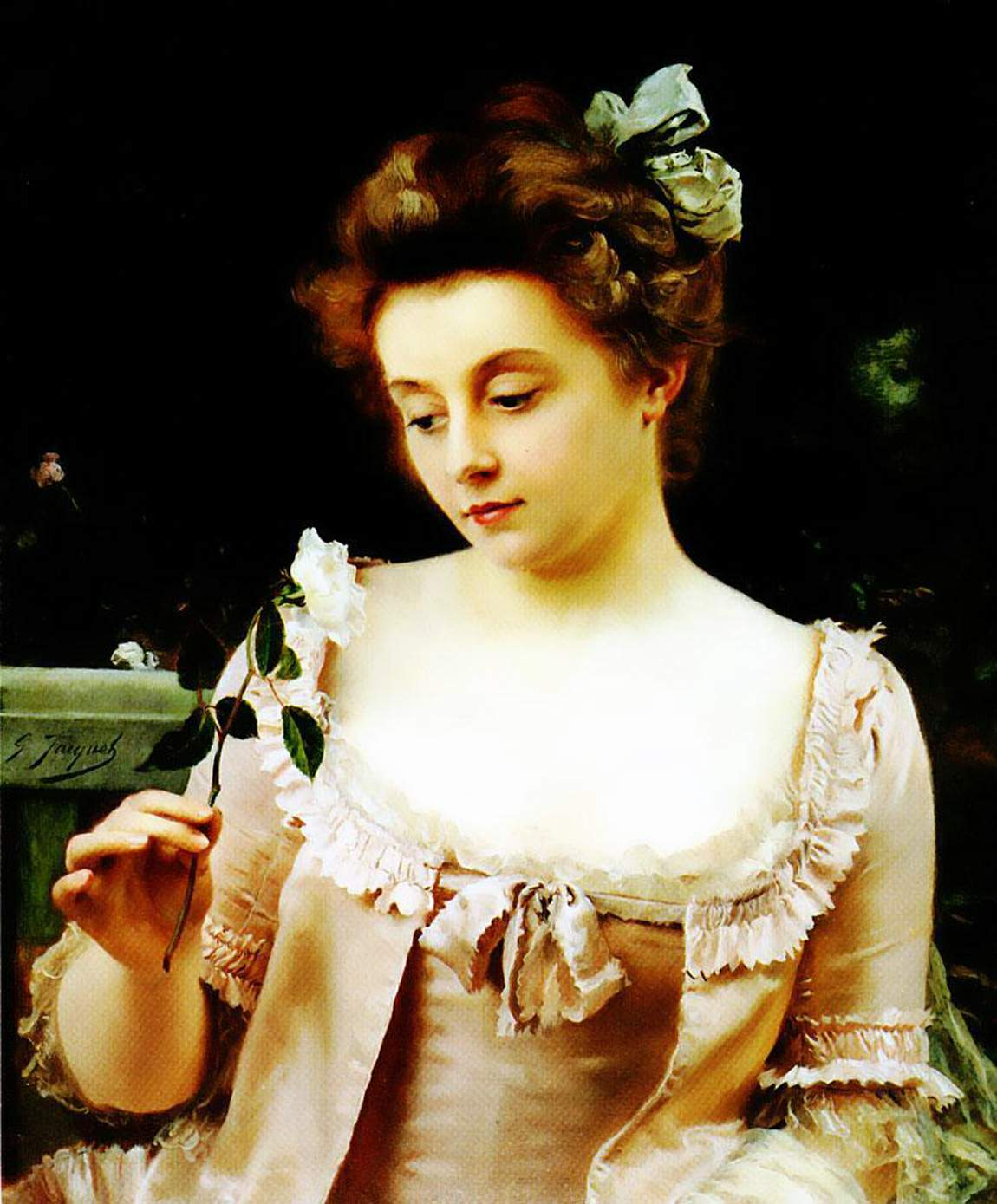
«Редкая красота»

Впервые выставлялся на парижском салоне 1866 года с аллегорическими картинами «Застенчивость» и «Печаль»; но вскоре после этого перешёл к портретам и жанрам, которые составили ему репутацию одного из лучших мастеров. Жизненность, выразительность, свежий и тонко разработанный колорит составляют главные качества его произведений, среди которых следует отметить: «Немецкие ландскнехты, солдаты и наемники в XVI столетии» (1868), «Молодая девушка со шпагой», «Большой праздник в Турене около 1565», «Таинственная мастерская» (1874), «Мечтательность» (1876), «Жанна д’Арк молится за Францию» (1878), «Первый приход» (1879) и некоторые другие.